# São João (Lisbonne)
Pour les articles homonymes, voir São João.
São João était une freguesia de Lisbonne.